# فرانتسکووا بودا
فرانتسکووا بودا (به لهستانی:  Franckowa Buda) یک روستا در لهستان است که در گمینا یانوو (استان پودلاسکی) واقع شده‌است.